# 答案是世界巡迴演唱會
《答案是世界巡迴演唱會》是新加坡女歌手孙燕姿第三次个人大型售票巡演，自2009年5月15日於台北小巨蛋揭開序幕。

## 場次信息
| 日期                      | 城市       | 國家或地區 | 場館             |
| ------------------------- | ---------- | ---------- | ---------------- |
| 2009年5月15日             | 台北       | 臺灣       | 台北小巨蛋       |
| 2009年5月16日             | 台北       | 臺灣       | 台北小巨蛋       |
| 2009年7月11日             | 新加坡     | 新加坡     | 新加坡室內體育館 |
| 2009年8月8日              | 上海       | 中国大陆   | 八萬人體育場     |
| 2009年8月15日             | 北京       | 中国大陆   | 北京工人體育場   |
| 2009年11月6日             | 成都       | 中国大陆   | 成都體育中心     |
| 2010年2月5日              | 香港       | 香港       | 紅磡體育館       |
| 2010年2月6日              | 香港       | 香港       | 紅磡體育館       |
| 2010年2月16日             | 新加坡     | 新加坡     | 圣淘沙名胜世界   |
| 2010年8月28日             | 北京       | 中国大陆   | 首都体育馆       |
| 2010年12月24日            | 拉斯維加斯 | 美国       | 永利拉斯維加斯   |
| 2010年12月25日 (下午加场) | 拉斯維加斯 | 美国       | 永利拉斯維加斯   |
| 2010年12月25日 (夜场)     | 拉斯維加斯 | 美国       | 永利拉斯維加斯   |

## 演唱曲目
Act 1
1. 夢遊
2. 神奇
3. 夢不落
4. 流浪地圖
5. 我的愛

Act 2
1. 作戰
2. 懶得去管
3. 咕嘰咕嘰
4. 同類
5. And So It Goes
6. 逃亡

Act 3
1. 累贅
2. 完美的一天
3. 說不出的快活
4. 第一天

Act 4
1. 愛從零開始
2. 我不愛
3. 我懷念的
4. 愚人的國度
5. 遇見
6. 關於

Act 5
1. 風箏
2. 我要的幸福
3. 我不難過
4. 超快感
5. 奔
6. Stefanie
7. 天黑黑

Encore 1
1. 綠光
2. The Moment

Encore 2
1. 逆光